# Guaina (indumento)

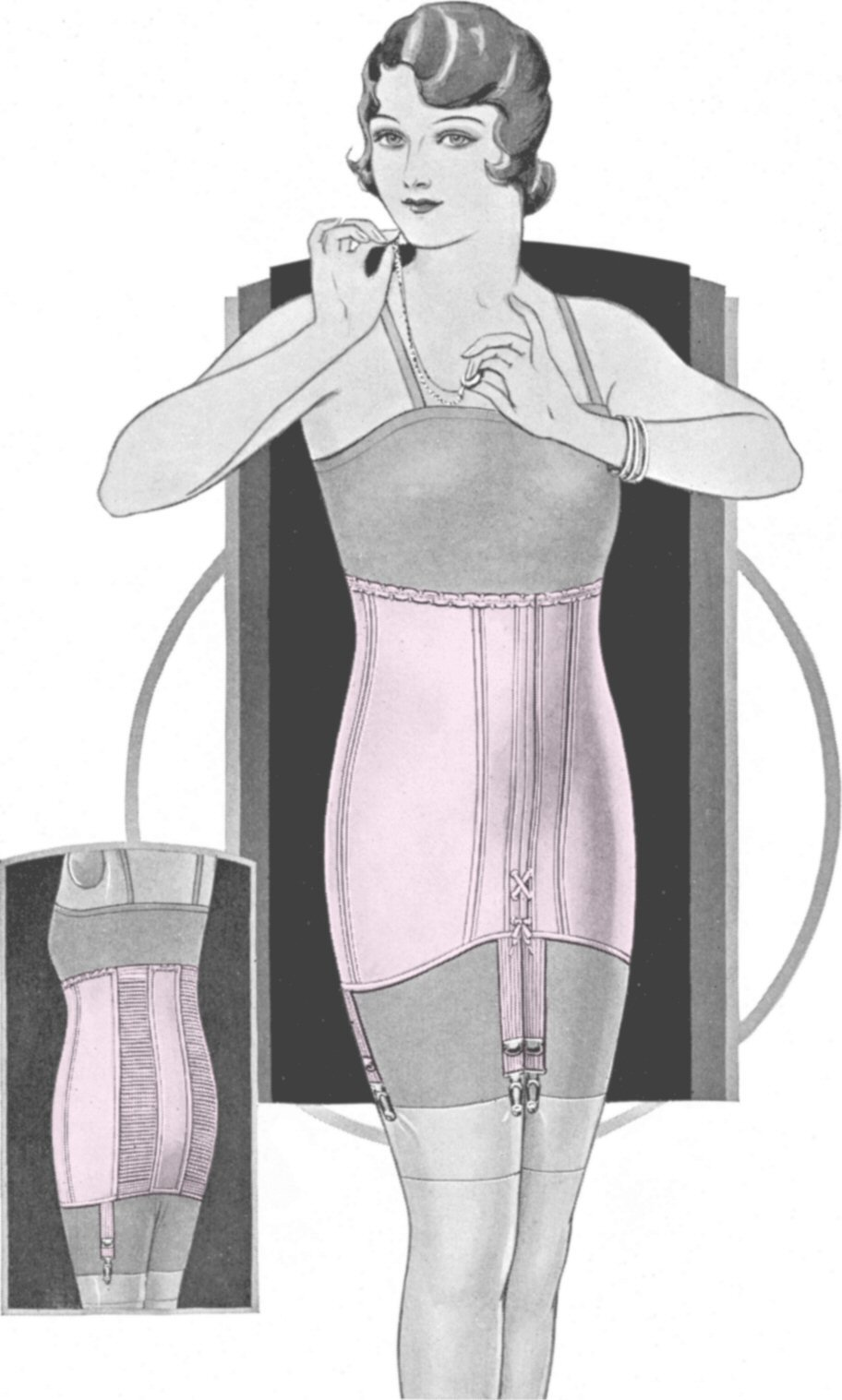
Guaina

La guaìna è l'indumento di biancheria intima contenitiva che ha quasi del tutto sostituito il corsetto (o busto) nell'uso quotidiano delle donne a partire dai primi decenni del secolo scorso. 
Costruita con tessuto (oggi elasticizzato), spesso rinforzata da stecche di materiale metallico, plastico o osseo, generalmente chiusa da gancetti, chiusure lampo o stringhe, è destinata a modellare e contenere la figura e le forme della donna che l'indossa, in particolare sull'addome, sui fianchi e sul sedere attraverso la compressione delle curve in eccesso, rendendola maggiormente snella e attraente. Inoltre, la guaina svolge anche una funzione migliorativa sulla postura della donna, contribuendo a renderla maggiormente elegante; infatti le guaine, in particolare quelle maggiormente contenitive, impediscono di fatto l'assunzione di alcune posizioni poco "aggraziate", costringendo la donna che le indossa ad una postura sempre piuttosto eretta e diminuendone l'autonomia di movimento durante la deambulazione, determinando così un'andatura molto controllata e femminile.

## Modelli, storia ed evoluzione

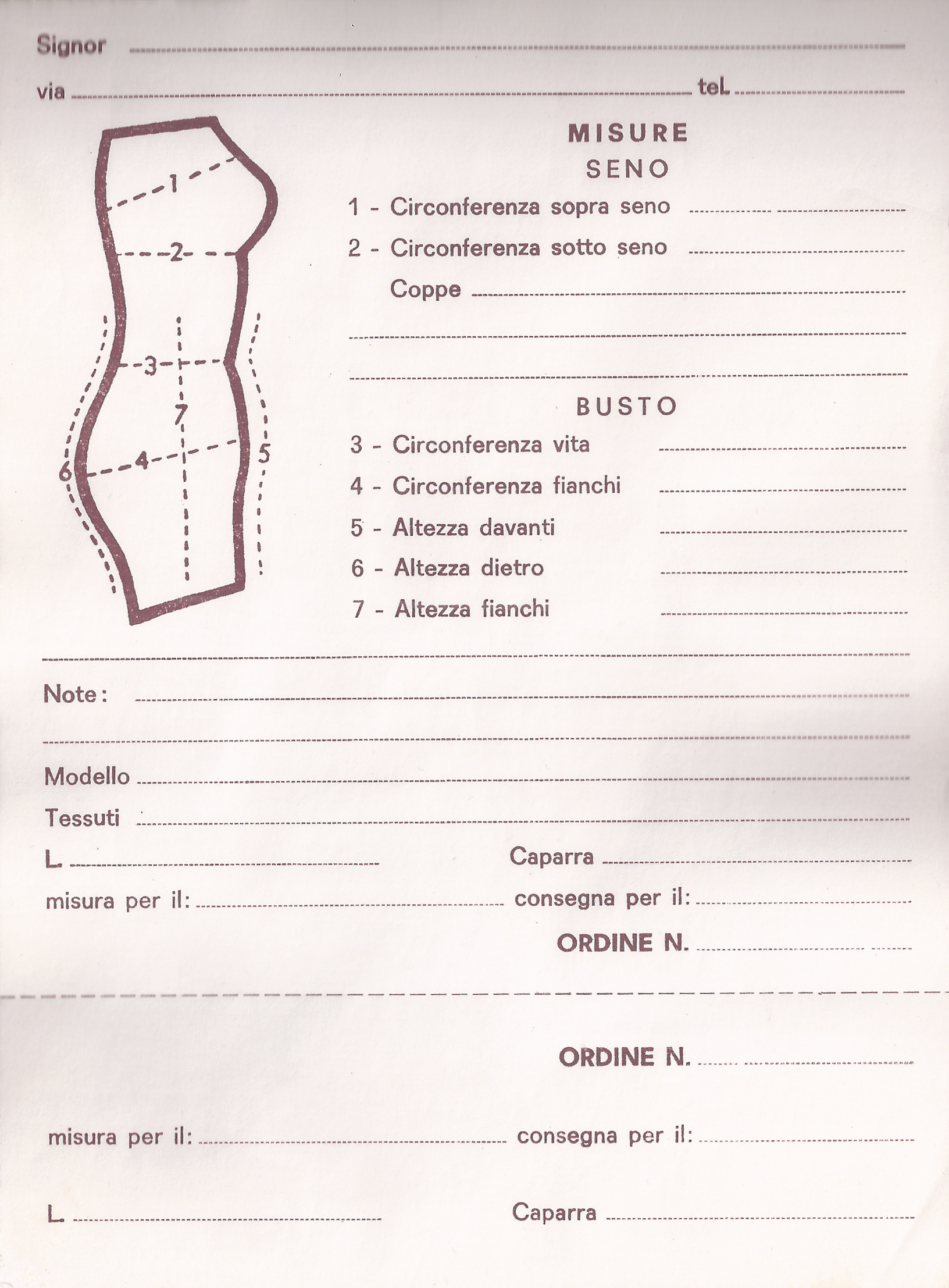
Modello da sarta per la creazione di busti, anni 1960-70

Il modello più tradizionale di guaina (particolarmente diffusa fino agli anni sessanta del Novecento, ma in commercio anche successivamente) è il tipo "aperto", cioè non dotato di cavallo; direttamente derivata dal busto, essa consiste in una fascia di tessuto molto resistente che generalmente avvolge il corpo femminile dalla vita fino alla metà superiore delle cosce e che è conformata, attraverso l'utilizzo contemporaneo di tessuti rigidi ed elastici, in base alle esigenze di modellazione/compressione che si vogliono ottenere. Esistono però anche modelli (guaine sopravita o stringivita) che coprono, nella parte superiore, anche un tratto del tronco (in alcuni casi fino a lambire il margine inferiore del seno) e altre che, nella parte inferiore coprono le gambe fino ad appena sopra il ginocchio (guaine lunghe); molto rare sono le guaine che coprono il corpo femminile fin sotto il ginocchio.
Negli ultimi decenni del Novecento il modello aperto ha incontrato sempre meno favore ed è stato in gran misura sostituito dalla cosiddetta "guaina a mutandina". Questo modello di guaina è simile nella foggia ad una normale mutandina femminile, ma la robustezza, il peso e le qualità elastico/compressive dei tessuti utilizzati ne garantiscono comunque quelle funzionalità di contenimento deciso che sono tipiche di tutte le guaine; anch'essa è disponibile sul mercato in versione normale o sopravita, a gamba lunga o sgambata, a controllo più o meno deciso (cioè avente un potere contenitivo più o meno elevato). Negli ultimi vent'anni sono diventate sempre più comuni proprio le guaine a mutandina sgambate; esse sono destinate a controllare selettivamente il corpo sull'addome e sul sedere, concedendo però alla donna che le indossa quella libertà di movimento che invece risulta necessariamente fortemente compromessa per le signore che indossino modelli stringivita e/o con gamba.
Per contro, la guaina a mutandina sgambata presenta il problema di "segnare" la linea sul sedere, in corrispondenza dell'orlo inferiore dell'indumento; ciò è particolarmente evidente e antiestetico sotto gli indumenti attillati. Tale inconveniente è invece risolto dall'ultima novità nell'evoluzione della guaina: la "guaina perizoma". Questo indumento nella parte superiore è costituito da una fascia contenitiva per la vita (che, come in tutte le guaine, può essere da bassa a molto alta, fino a sotto il seno) e la pancia, e può essere e più o meno resistente e costrittiva; nella parte posteriore, invece, il capo consiste unicamente in una stretta striscia di tessuto che posteriormente passa tra le natiche, esattamente come il corrispondente tipo di mutandina, il perizoma: essa non svolge, ovviamente, alcuna funzione di modellazione del sedere, che rimane quasi completamente nudo. Per via delle peculiari qualità estetiche e funzionali, la guaina perizoma sembra incontrare un certo favore presso le donne, anche se la combinazione di tessuto pesante e conformazione particolare (la forma a perizoma) è generalmente considerata molto scomoda da indossare e potenzialmente fastidiosa e irritante per la delicata epidermide che si trova nella zona in mezzo alle natiche; inoltre, lo stesso fatto di non esercitare alcuna modellazione sui glutei obbliga la donna che la indossa all'utilizzo contemporaneo su quella zona di un altro indumento contenitivo (ad es. collant modellanti).
Infine la guaina, in tutte le sue versioni, può essere integrata in un indumento detto modellatore o body il cui margine superiore si posiziona sopra il seno e, essendo dotato di coppe e spalline, assolve anche le funzionalità di reggiseno. Dagli anni settanta in poi gran parte delle donne hanno sostituito la guaina con indumenti alternativi che possano svolgere funzioni di contenimento: mutandine elastiche contenitive, sottovesti o sottogonne elasticizzate e, in particolare, collant contenitivi con corpino elasticizzato. Generalmente questi indumenti sono prodotti con tessuto più leggero e quindi più confortevole, risolvendo pertanto il problema principale dell'utilizzo della guaina classica: la sua intrinseca "scomodità"; d'altra parte, a tutt'oggi sembra comunque verificata la doppia affermazione secondo cui "non c'è modellazione senza compressione e costrizione, quindi senza disagio", e difatti la classe di indumenti innovativi di cui sopra non ha le stesse qualità modellanti, estetiche e di controllo della postura che hanno le guaine di tipo tradizionale.

## Costruzione dell'indumento
L'effetto modellante realizzato dalla guaina è il risultato dell'utilizzo di materiali appositi e di particolari accorgimenti nella progettazione e realizzazione.
I materiali utilizzati comprendono tessuti molto resistenti, che possono essere elasticizzati (tessuto gommato o, più recentemente Lycra) nei punti dell'indumento in cui va seguita, modellandola, la linea del corpo oppure rigidi (in particolare il raso, che unisce alla resistenza particolari qualità estetiche di lucentezza, ma anche alcuni pizzi molto resistenti) in quei particolari punti dove una drastica azione costrittiva è richiesta per riuscire ad appiattire le forme.
Gli accorgimenti costruttivi utilizzati nella progettazione contemplano l'uso di particolari tagli anatomici delle cuciture che permettano di ottenere delle curve armoniose (ad es. sulla parte posteriore) senza appiattire le forme e di pannelli sovrapposti in modo attento, al fine di ottenere il massimo grado di compressione nei punti in cui il contenimento deve essere più forte. Un classico accorgimento è, ad esempio, l'applicazione sull'[addome] di un pannello di forma approssimativamente ovale di raso o pizzo indeformabile "doppiato", avente funzioni sia decorative, sia compressive.
Molte guaine sono dotate di aperture con gancetti al cavallo, al fine di consentire alla donna che l'indossa l'espletamento dei bisogni corporali senza richiedere che la guaina debba essere necessariamente sfilata completamente. Talvolta, specie nelle guaine più pesanti, sono presenti anche aperture verticali in vita (posizionate lateralmente o al centro) per facilitare vestizione e la svestizione dell'indumento. Generalmente tali aperture sono chiuse tramite l'utilizzo di gancetti e di cerniere lampo (anche contemporaneamente, al fine di renderle più resistenti e facilitare le operazioni di chiusura della cerniera).
Molte guaine, in particolare nel tipo aperto, sono dotate di un numero variabile (generalmente da 4 a 8) di stecche. Esse sono bacchette costruite con materiali diversi (osso di balena in passato, poi metalliche, ora talvolta di materiale plastico) applicate in verticale nella parte interna dell'indumento, aventi differente grado di flessibilità a seconda della loro funzione specifica: sono rigide quando, in particolare su guaine molto pesanti, esse siano destinate a incrementare la funzione contenitiva mantenendo la forma particolarmente stretta in alcuni punti, come la vita; sono flessibili quando, su guaine più recenti e meno costrittive, esse siano semplicemente destinate a mantenere l'indumento teso in verticale, evitando che si arrotoli creando particolare disagio alla donna che l'indossa.
Tutti i modelli di guaina possono includere dei ganci applicati nella parte inferione al fine di assolvere la funzione di reggicalze. Generalmente i ganci reggicalze sono rimovibili, nel caso l'utilizzatrice non ne abbia bisogno (ad esempio se utilizza collant o calze autoreggenti). In realtà, in particolare nel modello "aperto", senza cavallo, tali accessori hanno il doppio scopo di sostenere le calze e mantenere la guaina tesa verso il basso evitando che essa si arrotoli; il loro utilizzo in abbinamento a calze classiche è pertanto fortemente consigliato e quasi indispensabile per evitare che l'arrotolamento del bordo inferiore della guaina formi, mentre è indossata, un "cordone" elastico il quale, oltre ad essere fastidioso e brutto dal punto di vista estetico, può causare, nel lungo periodo, problemi di circolazione alle gambe.
Esistono alcuni modelli di guaine, di solito estremamente contenitive, coordinate con reggiseni a bustino della stessa linea, costruite nello stesso tessuto e ai quali si collegano attraverso dei gancetti posti nella parte superiore della guaina e in quella inferiore del bustino, costituendo così una sorta di modellatore in due pezzi, dotato di grande stabilità e potere contenitivo, ma allo stesso tempo di una certa comodità e versatilità. Infatti, all'occorrenza (ad esempio per andare in bagno) i due indumenti possono essere separati, pur con un certo sforzo; la cosa è invece impossibile per la donna che indossi un modellatore vero e proprio, che in caso di bisogno dovrà quindi accontentarsi dell'apertura al cavallo o, in alternativa, svestirsi e poi reindossare tutti gli indumenti indossati sopra il capo contenitivo (gonna, golfino, camicetta, canottiera, sottoveste ecc.).

## Regole per l'utilizzo delle guaine contenitive
Le guaine con azione contenitiva più forte sono generalmente piuttosto difficoltose da indossare, tanto da richiedere una serie di movimenti molto precisi, da svolgere rigorosamente nel seguente ordine, pena il fatto che la guaina, mal posizionata, possa risultare estremamente scomoda quando indossata (e non ci sarà possibilità di riposizionarla senza toglierla completamente). I passi da seguire sono:
- le aperture verticali (a ganci o cerniera lampo) e quelle del cavallo (eventualmente presenti) vanno totalmente aperte;
- la metà superiore della guaina va rivoltata in fuori ripiegandola su quella inferiore; la piega deve cadere a circa metà dell'altezza dell'indumento;
- la donna si deve stendere in posizione sdraiata sul dorso (per facilitare l'appiattimento dell'addome) e, afferrando saldamente la guaina per il punto in cui essa è piegata, la deve indossare, infilandola con i piedi e facendola scorrere sulle gambe verso l'alto, fino a posizionarla nel punto corretto;
- la metà superiore della guaina va "srotolata" totalmente verso l'alto, andando così a coprire e contenere la zona dello stomaco e la vita;
- infine, tornata in posizione eretta, la donna deve, sempre seguendo l'ordine in modo preciso:

- chiudere i gancetti del cavallo (se presenti);

- aggiustare la posizione della guaina rispetto al proprio corpo, cercando quella più confortevole possibile compatibilmente con il grado di contenitività della guaina;

- chiudere le chiusure verticali con gancetti e lampo (se presenti); molto spesso per questa manovra la donna avrà bisogno di mettersi nuovamente in posizione supina;

- indossare le calze e allacciare i ganci reggicalze (se presenti) alle stesse;

- indossare eventualmente un reggiseno e, se questo è del modello a bustino, agganciare i gancetti superiori (se presenti) allo stesso.

- infine, prima di indossare altri indumenti è bene provare a effettuare alcuni movimenti (piegamenti, torsioni) e verificare che la guaina non li limiti troppo: se si riscontrasse un'intollerabile riduzione della mobilità (che invece, entro certi limiti, è normale perché direttamente connessa alle funzioni di contenimento) la guaina va tolta completamente (con un procedimento inverso a quello descritto) e reindossata, ponendo attenzione in particolare all'altezza rispetto al corpo e al fatto di non indossarla "ruotata". Tenendo presente che, comunque, un certo grado di scomodità è inevitabile in quanto direttamente connesso alle funzioni di contenimento svolte dalla guaina, se dopo avere riposizionato la guaina il problema non si risolve, va probabilmente verificato che la taglia non sia troppo piccola o troppo grande. Va infatti anche evitato che la guaina sia troppo larga e che la stessa si muova sopra l'epidermide; questo difetto, causato quasi sempre dalla scelta di una misura troppo grande, l'iniziale sensazione di comfort determinata dalla blanda compressione evolverà in breve tempo in un fastidio causato dallo sfregamento del tessuto sulla pelle, determinando bruciore ed eventualmente macerazione della stessa.

## Storia e uso nella società
Le guaine sono state considerate indumenti essenziali e "obbligatori" dalla maggior parte delle donne da circa il 1910 fino all'inizio degli anni sessanta.
Nel corso di tutto questo periodo, pesanti guaine, generalmente nel modello aperto consentivano alle donne:
- di modellare il proprio corpo costringendolo in una figura rigida, severa e controllata che era vista dalla moda del tempo (anni venti e trenta) come essenziale per essere definita rispettabile e "modesta",
- al contrario, di farlo "esplodere" nella classica e procace "figura a clessidra", tipica degli anni cinquanta, caratterizzata da una marcata evidenziazione di seno e sedere e da una forte modellazione costrittiva della vita (il famoso "vitino di vespa" reso famoso dallo stilista Dior - 1947).

Durante gli anni sessanta la guaina continuò a essere usata da praticamente tutte le donne dall'adolescenza in poi, anche se prevalentemente nel modello a mutandina; durante questo decennio, inoltre, si diffuse sempre di più l'utilizzo della Lycra, filato elastico innovativo che soppiantò nel tempo il vecchio tessuto gommato, rendendo possibile la produzione di guaine molto più leggere e resistenti delle precedenti, ma con potere contenitivo paragonabile se non superiore.
D'altra parte, tale cambiamento fu davvero epocale dal punto di vista del ruolo della donna nella società. Fino ai primi anni sessanta, la maggior parte delle giovani donne, infatti, avevano sempre considerato il disagio che inevitabilmente la guaina provocava loro come un "male necessario", come una sorta di cilicio la cui scomodità rappresentava uno dei pegni da "pagare" invariabilmente in conseguenza del loro essere donna. La "prima volta con la guaina" aveva sempre rappresentato per ogni ragazza una sorta di rito di iniziazione, temuto eppure desiderato, in quanto connesso al "debutto in società" del proprio corpo nella sua forma definitiva, con le fattezze e le forme di una donna. Pur continuando a usare disciplinatamente la guaina in tutte le occasioni pubbliche e private, una volta provata una guaina contenente Lycra, donne di tutte le età cominciarono per la prima volta a rendersi conto che la guaina classica poteva essere, se non abbandonata, almeno sostituito da "qualcosa di più comodo", più leggero e confortevole eppure comunque in grado di esercitare una buona azione modellante e contenitiva.
Tutto ciò preparò il campo al successivo cambiamento. Fu durante gli anni settanta, infatti, che l'onda lunga sulla moda della rivoluzione sessuale e del movimento femminista determinò la fine dello strapotere della guaina nel campo della biancheria intima femminile, insieme con la caduta in disuso delle calze "classiche" (quelle che andavano sostenute dal reggicalze, sostituite pressoché interamente dai collant) e, in una certa misura, anche dei modelli più pesanti di reggiseno. Attualmente le guaine sono ancora utilizzate nei loro derivati più leggeri e funzionali (body, guaine perizoma, mutandine elastiche contenitive), e meno frequentemente (perlopiù per esigenze di grande contenimento o in occasioni speciali) in modelli che replichino le configurazioni originali dei decenni scorsi.